# パラトープ

パラトープが見られる部分を点線の円(左上)で囲った抗体の図。1. フラグメント抗原結合（Fab） 2. 抗体結晶化可能領域（Fc） 3. 重鎖 4. 軽鎖 5. 抗体の可変領域。パラトープは、抗原と直接接触する鍵状の部分。 6. ヒンジ領域

パラトープ（英: paratope）は、抗原結合部位（こうげんけつごうぶい、英: antigen-binding site）とも呼ばれ、抗体が抗原を認識して結合する部分である。これは、抗体の抗原結合フラグメントの先端にある小さな領域で、抗体の重鎖と軽鎖の一部が含まれている。各パラトープは、6つの相補性決定領域（軽鎖と重鎖からそれぞれ3つずつ）から構成されており、反平行βシートの折りたたみから伸びている。Y字型の抗体の各アームの先端には、同一のパラトープがある。
パラトープは、抗原のエピトープに結合して接触するB細胞受容体の部分を構成する。1つのB細胞上のすべてのB細胞受容体は、同一のパラトープを持っている。パラトープはその特有性により、1つのエピトープにのみ高親和性で結合することができ、その結果、各B細胞は1つのエピトープにしか応答できない。B細胞受容体のパラトープがその特異的なエピトープに結合することは、適応免疫応答の重要なステップである。

## 種間のパラトープの設計
パラトープのデザインや構造は、種によって大きく異なる。顎口上綱（顎のある脊椎動物）では、V(D)J遺伝子再構成により、数十億もの異なるパラトープが発生する可能性がある。ただし、パラトープの量は、V、D、J各遺伝子の構成と抗体の構造によって制限を受ける。そのため、多くの異なる種がこの制限を回避する方法を開発し、可能なパラトープの多様性を高めてきた。
牛では、非常に長い相補性決定領域がパラトープの多様化に不可欠な役割を果たしていると考えられている。さらに、ニワトリもウサギの両方が、可能なパラトープの数を増やすために遺伝子変換を行っている。

## 参照項目
1. 1 2 3  Lefranc MP (2013). “Paratope” (英語). Encyclopedia of Systems Biology. New York, NY: Springer. pp. 1632–1633. doi:10.1007/978-1-4419-9863-7_673. ISBN 978-1-4419-9863-7
2. 1 2 3 4 5 6  Punt J, Stranford SA, Jones PP, Owen JA (2019). Kuby immunology (Eighth ed.). New York. ISBN 978-1-4641-8978-4. OCLC 1002672752
3. 1 2 3 4  de los Rios M, Criscitiello MF, Smider VV (August 2015). “Structural and genetic diversity in antibody repertoires from diverse species”. Current Opinion in Structural Biology 33:  27–41. doi:10.1016/j.sbi.2015.06.002. PMC 7039331. PMID 26188469.
4. ↑  Litman GW, Rast JP, Fugmann SD (August 2010). “The origins of vertebrate adaptive immunity”. Nature Reviews. Immunology 10 (8):  543–53. doi:10.1038/nri2807. PMC 2919748. PMID 20651744.
5. ↑  Wang F, Ekiert DC, Ahmad I, Yu W, Zhang Y, Bazirgan O, Torkamani A, Raudsepp T, Mwangi W, Criscitiello MF, Wilson IA, Schultz PG, Smider VV (June 2013). “Reshaping antibody diversity”. Cell 153 (6):  1379–93. doi:10.1016/j.cell.2013.04.049. PMC 4007204. PMID 23746848.